# Erich Fried
Erich Fried (Bécs, 1921. május 6. – Baden-Baden, 1988. november 22.) osztrák költő és műfordító. 1987-ben Büchner-díjjal tüntették ki.

## Élete
Hatévesen már színészkedett, 1930-tól írt rövid novellákat és verseket. Zsidó származása miatt az ifjú Friedet 1934-től kezdve kiközösítették az iskolában. Az Anschluss után sikerült Londonba menekülnie, ahol haláláig élt. A Gestapo halálra kínozta apját, ám anyját és további 70 embert sikerült drágán vett vízumok segítségével Angliába menekítenie. Ugyanebben az évben, 1938-ban a londoni Zsidó Menekültügyi Bizottság egyik munkatársa Friedet álmairól, vágyairól faggatta. A kérdésre, hogy mi szeretne lenni, így válaszolt a tizenhét éves fiú: német költő.
Londonban előbb segédmunkásként, később könyvtárosként, majd 1950-től fordítóként dolgozott (főleg Dylan Thomas műveit fordította) és a BBC német nyelvű adásának írt rendszeresen kommentárokat. Nem akart visszatérni Ausztriába, csak jóval a háború után látogatott el Németországba is. A kelet-berlini Humboldt Egyetemen lektori állást ajánlottak fel neki, de Fried nem akart a kommunista kultúrpolitika körülményei között dolgozni. Az 50-es évek közepétől egyre kevésbé érzett indíttatást, hogy visszatelepedjen német nyelvterületre.
Friedet politikai költőnek tartották, amíg 1979-ben a berlini Wagenbach kiadó gondozásában meg nem jelent a Szerelmes versek című kötete. A vietnámi háborúról szóló kötetei után ki akart törni a "politikai-költő"-skatulyából, ami a szerelmes versekkel sikerült is neki. A kritikusok nagyon negatívan fogadták ezt a könyvét, az olvasók viszont imádták; hasonlót már az előző köteteivel kapcsolatban is lehetett tapasztalni. Fried Szerelmes verseiből a mai napig több mint 400 000 példányt adtak el, így bátran állítható, hogy a XX. század legsikeresebb német nyelvű lírikusa volt.
Már a 70-es években megjelentek Erich Fried első Shakespeare-fordításai.
Erich Fried stílusa nagyot változott az évek során. Korai versei még képekben gazdagok, formálisan hagyományosak, sokszor rímekbe szabottak voltak, de már akkor lehetett érezni komoly szójátékra való hajlamát. Tökéletesítette szójátékait, a szavakat eredeti jelentésük szerint használta, elemezte, gyakran összebogozta, hogy aztán szétszedhesse őket. Nyelvezete egyre egyszerűbb lett, hétköznapivá vált, mindennapi szavakkal tudott nem mindennapi dolgokat kifejezni, leírni. Egy bizonyos minimalizmus és az üzenet világos kifejtése érezhető késői verseiben. Kétségkívül ez is hozzájárult költészetének sikeréhez.
Fried 1988-ban bélrákban hunyt el.

## Magyarul
- A szívtelen világ szíve. 100 vers; ford., utószó Clemens Prinz, szöveggond. Türk Timea; Prinz és Türk Bt., Miskolc, 2002 (Zivatar utcai könyvek)